# Kanton Lambersart
Der Kanton Lambersart ist ein Kanton im französischen Département Nord und im Arrondissement Lille. Er entstand 2015 durch ein Dekret vom 17. Februar 2014.

## Gemeinden
Der Kanton besteht aus acht Gemeinden mit insgesamt 70.044 Einwohnern (Stand: 1. Januar 2022) auf einer Gesamtfläche von 72,96 km²:
| Gemeinde          | Einwohner 1. Januar 2022 | Fläche km² | Dichte Einw./km² | Code INSEE | Postleitzahl |
| ----------------- | ------------------------ | ---------- | ---------------- | ---------- | ------------ |
| Bousbecque        | 4.956                    | 6,44       | 770              | 59098      | 59166        |
| Comines           | 12.649                   | 16,02      | 790              | 59152      | 59560        |
| Lambersart        | 27.105                   | 6,16       | 4.400            | 59328      | 59130        |
| Linselles         | 8.177                    | 11,71      | 698              | 59352      | 59126        |
| Lompret           | 2.170                    | 3,10       | 700              | 59356      | 59840        |
| Quesnoy-sur-Deûle | 6.863                    | 14,36      | 478              | 59482      | 59890        |
| Verlinghem        | 2.678                    | 10,08      | 266              | 59611      | 59237        |
| Wervicq-Sud       | 5.446                    | 5,09       | 1.070            | 59656      | 59117        |
| Kanton Lambersart | 70.044                   | 72,96      | 960              | 5922       | –            |